# Nedre Haga
Nedre Haga är en stadsdel mellan Haga och Skönsberg som före E4:ans nya dragning genom norra Sundsvall 1967-1970 hörde till Skönsberg. Området domineras idag av flerbostadshus på mellan tre och sju våningar vilka åtta ägs av det kommunala bostadsbolaget Mitthem. Området mellan Trafikgatan och E4 är idag obebyggt och planeras för handel efter att Sundsvallsbron står klar 2015.[uppföljning saknas]